# Epigelasma alba
Epigelasma alba là một loài bướm đêm trong họ Geometridae.